# Ministres d'Henri IV
Royaume de France 
 monarchie féodale
Ministres de Henri III Ministres de Louis XIII
Ministres d'Henri IV du 2 août 1589 au 14 mai 1610 :
- Ministre Principal (de facto) :
  - 1598-14 mai 1610 : Maximilien de Béthune, duc de Sully.

- Secrétaire d'État à la Maison du Roi :
  - 1588-1613 : Martin Ruzé de Beaulieu, Seigneur de Beaulieu ;
  - 1588-1594 : Louis de Revol ;
  - 1606-1638 : Antoine de Loménie de La Ville-aux-Clercs.

- Secrétaire d'État des Affaires étrangères :
  - 1er janvier 1589-17 septembre 1594 : Louis de Revol ;
  - 30 décembre 1594-9 août 1616 : Nicolas IV de Neufville de Villeroy.

- Secrétaire d'État de la Guerre :
  - 1er janvier 1589-1594 : Louis de Revol ;
  - 1er janvier 1589-1613 : Martin Ruzé de Beaulieu ;
  - 1er janvier 1589-1613 : Nicolas IV de Neufville de Villeroy ;
  - 4 mars 1606-1616 : Nicolas Brûlart de Sillery, seigneur, puis marquis de Sillery ;
  - 4 mars 1606-1616 : Claude Mangot.

- Garde des sceaux de France :
  - 2 août-10 décembre 1589 : Charles de Bourbon, cardinal de Vendôme ;
  - 1604-1624 : Nicolas Brûlart de Sillery.

- Chancelier de France :
  - 1er août 1590-29 juillet 1599 : Philippe Hurault de Cheverny ;
  - 2 août 1599-1605 : Pomponne de Bellièvre ;
  - 30 janvier 1605-1er octobre 1606 : Nicolas Brûlart de Sillery ;
  - 10 septembre 1607-mai 1616 : Nicolas Brûlart de Sillery.

- Grand chambellan de France :
  - 1589-1595 : Henri d'Orléans, duc de Longueville ;
  - 1596-1621 : Henri de Mayenne.

- Connétable de France :
  - 1593 : Henri Ier de Montmorency seigneur de Damville, puis duc de Montmorency.

- Surintendant des finances :
  - 1588-1594 : François d'O ;
  - 1594-1597 : Conseil de neuf membres, Pomponne de Bellièvre, Henri Ier de Montmorency, Albert de Gondi, Gaspard de Schomberg, Jacques de la Grange-le-Roy, Pierre Forget de Fresnes, Philippe Hurault de Cheverny et Nicolas de Harlay sieur de Sancy ;
  - 1597-1611 : duc de Sully.

- Grand maître de France :
  - 1588 – 1594 : Charles de Lorraine, duc de Guise, prince de Joinville, duc de Joyeuse, comte d'Eu, duc de Chevreuse ;
  - 1594 – 1612 : Charles de Bourbon (1566-1612), comte de Soissons et comte de Dreux.

- Grand maître de l'artillerie de France :
  - 1596 : François d'Espinay de Saint-Luc ;
  - 1597 : Antoine d'Estrées ;
  - 1599 : duc de Sully.